# Herman de Meulenaere
Herman De Meulenaere (* 14. Mai 1923 in Brügge; † 5. Juni 2011 in Brüssel) war ein belgischer Ägyptologe und Direktor der Fondation Egyptologique Reine Elisabeth.

## Werdegang
Herman De Meulenaere studierte Klassische Philologie und Ägyptologie in Leuven, Leiden und Paris und lehrte zunächst Latein am königlichen Athenäum in Brüssel. 1951 promovierte er mit einer Arbeit über die Erzählungen Herodots zu den Pharaonen der 26. Dynastie. 1958/59 war er Gastprofessor an der Brown University. In den 1960ern war er Mitglied des Komitees zur Rettung der nubischen Denkmäler, die durch den Bau des Assuan-Staudammes gefährdet waren. 1963 wurde er Professor für Ägyptologie in Gent und Konservator der ägyptischen Sammlung der Musées Royaux d’Art et d’Histoire in Brüssel. 1984–1988 war er Direktor dieser Institution. Später war er Direktor der Fondation Egyptologique Reine Elisabeth. In Ägypten nahm er an Grabungen in Elkab und Theben teil.

## Werke
- Herodotos over de 26ste Dynastie (II, 147 – III, 15) (= Bibliothèque du Muséon. Band  27), Leuven 1951.
- zusammen mit B. V. Bothmer, H. W. Müller: Egyptian Sculpture of the Late Period. Brooklyn 1960.
- Le surnom égyptien à la Basse Époque (= Nederlands Historisch Archaeologisch Instituut te Istanbul. [UNHAII] Band 19). Nederlands Historisch-Archaeologisch Instituut. Leiden 1966.
- zusammen mit M. Dewachter, M. Aly: La chapelle ptolémaique de Kalabcha. 2. Bände, Kairo 1964–1970.
- Gerf Hussein III. Kairo (et al.).
- zusammen mit P. Mackay: Mendes II. Warminster 1976.

## Festschrift
- L. Limme, J. Strybol (Hg.): Aegyptus museis rediviva. Miscellanea in Honorem Hermanni de Meulenaere. Brüssel 1993.